# Popillia avita
Popillia avita är en skalbaggsart som beskrevs av Ohaus 1920. Popillia avita ingår i släktet Popillia och familjen Rutelidae. Inga underarter finns listade i Catalogue of Life.